# Babkové pliesko
Babkové pliesko je malé vysychající pleso v horní části Priečnikové doliny, která je větví Huňové doliny v Suché dolině v Západních Tatrách na Slovensku. Je to nejzápadnější pleso Tater. Má rozlohu 0,0016 ha a je 6 m dlouhé a 4 m široké. Leží v nadmořské výšce 1454 m.

## Okolí
Pleso se objevuje na luční terase dlouhé 50 m a široké 30 m. Nachází se ve vzdálenosti 300 m severozápadně od vrcholu Babek.

## Vodní režim
V případě naplnění celé luční terasy vodou odtéká voda do Priečnikové a dále do Huňové, Suchého potoka, Kvačianky, která ústí do Liptovské Mary. Náleží k povodí Váhu. Při nízkém stavu vody vysychá.

## Přístup
Pleso není veřejnosti přístupné. Kolem něj vede cesta k hájovně z Vyšných Matiašovec, po které je to k plesu 3 hodiny (5,5 km).